# Kondomarí
Kondomarí, en grec moderne : Κοντομαρί, ou Kondomári (Κοντομάρι), est un village du dème de Plataniás, en Crète, en Grèce. Selon le recensement de 2011, la population de Kondomarí compte 285 habitants. Le village est situé à une altitude de 85 m et à une distance de 17,5 km de La Canée.

## Histoire
Le 2 juin 1941, un massacre de civils y est perpétré (en). Au moins 23 civils sont exécutés par des parachutistes allemands après la bataille de Crète lors de représailles. Kondomarí est ensuite déclaré village martyr par décret présidentiel et un mémorial dans le village y commémore et répertorie les noms des victimes.

## Recensements de la population
| Recensements | 1900 | 1920 | 1928 | 1940 | 1951 | 1961 | 1971 | 1981 | 1991 | 2001 | 2011 |
| ------------ | ---- | ---- | ---- | ---- | ---- | ---- | ---- | ---- | ---- | ---- | ---- |
| Population   | 256  | 292  | 155  | 447  | 386  | 352  | 278  | 249  | -    | 235  | 285  |